# Lucie Prost
Lucie Prost, född 17 november 1903 i Saint-Léger-sur-Dheune, Saône-et-Loire, död 25 november 1971 i Sevran, Seine-Saint-Denis, var en fransk friidrottare med löpgrenar som huvudgren. Prost blev silvermedaljör vid den första Damolympiaden 1922 i Paris och var en pionjär inom damidrott.

## Biografi
Lucie Prost föddes i mellersta Frankrike, i ungdomstiden var hon aktiv friidrottare, hon tävlade i kortdistanslöpning men även i höjdhopp utan ansats. Senare gick hon med i idrottsföreningen "Racing Club de France" i Paris. Hon tävlade för klubben under hela sin aktiva idrottskarriär.
1921 deltog hon i sina första franska mästerskap (Championnats de France d'Athlétisme - CFA) då hon slutade på en 4.e plats i löpning 80 meter vid tävlingar 19 juni på Stade du Métropolitan i Colombes.
1922 deltog hon åter i de franska mästerskapen där hon tog silvermedalj i löpning 80 meter vid tävlingar 25 juni i Colombes. Samma år deltog hon i de andra Monte Carlospelen där hon tog guldmedalj i stafettlöpning 4 x 75 meter (med Alice Gonnet, Prost som andre löpare, Paulette de Croze och Alice Beuns).
Prost deltog sedan även i den första Damolympiaden 20 augusti i Paris. Under idrottsspelen vann hon silvermedalj i stafett 4 x 110 yards (med Lucie Prost, Germaine Robin, Yvonne De Wynne och Louise Noeppel) med 51,2 sek. Hon tävlade även i löpning 60 meter (4.e plats) och löpning 100 yards (4.e plats).
1923 deltog hon åter i de franska mästerskapen där hon blev fransk mästare i löpning 250 meter och silvermästare i löpning 80 meter vid tävlingar 15 juli i Bourges. Senare drog hon sig tillbaka från tävlingslivet.